# Almanaque Disney
Almanaque Disney é uma revista de história em quadrinhos (banda desenhada) Disney, publicada mensalmente pela Editora Abril. A publicação foi inspirada na revista estadunidense "Walt Disney's Comic Digest" da Gold Key Comics, selo da Western Publishing.
A primeira edição foi publicada em 4 de dezembro de 1970. 
Ao fim de 372 números, em julho de 2005, a revista foi cancelada. Foi substituída pela revista Aventuras Disney, porém, sem o mesmo sucesso pois durou apenas 48 edições, até julho de 2009.
A revista procurava dar espaço a histórias de vários personagens Disney em uma só edição, com maior ênfase nos que mais apareciam na mídia no momento, por exemplo, adaptações de filmes Disney e histórias com personagens dos filmes clássicos e das séries TV como Zorro. Também incluía vinhetas de uma página sobre a natureza e vida animal.
Em maio de 2017, a editora resolveu ressuscitar o título, retomando a numeração interrompida. Com isso, os demais almanaques foram cancelados, 15 números depois, em julho de 2018, a editora deixa de publicar banda desenhada da Disney após 68 anos.